# Municipio de Guadalupe (Puebla)
El municipio de Guadalupe, también denominado Alchipini (del nahuatl: atl, chipini ‘agua, gotear’‘Agua que gotea’) es uno de los 217 municipios que conforman al Estado de Puebla. El municipio fue fundado el 12 de abril de 1922. Su cabecera es la ciudad de Guadalupe.

## Geografía
El municipio tiene una superficie de 154,73 km² y una altitud promedio de 1100 m s. n. m. Limita al norte con los municipios de San Pablo Anicano y el municipio de Piaxtla, al oeste con San Pedro Yeloixtlahuaca, al este con el Municipio de Tecomatlán y al sur con el estado de Oaxaca, en particular con el municipio de Fresnillo de Trujano y el municipio de San Miguel Amatitlán.

## Demografía
De acuerdo al último censo, realizado en 2020, el municipio posee una población de 6451 habitantes, dándole una densidad de población de 40,56 habitantes por kilómetro cuadrado.

### Localidades
El municipio tiene un total de 28 localidades. Las principales localidades y su población son las siguientes:
| Localidad             | Población |
| Total Municipio       | 6 451     |
| Guadalupe             | 2 195     |
| Mixquitepec           | 938       |
| San Antonio Chiltepec | 788       |
| Vista Hermosa         | 533       |